# Эсеналиев, Досалы Акпаралиевич
Эсеналиев Досалы Акпаралиевич (род. 11 апреля 1965, с. Кок-Серек, Ошская область, Киргизская ССР, СССР) — киргизский государственный и политический деятель Киргизской Республики. Руководитель Аппарата Президента Киргизской Республики с 2018 по 2020 год.

## Биография
Эсеналиев Досалы Акпаралиевич — родился 11 апреля 1965, в селе Кок-Серек, Ала-Букинского района Джалалабадской области, Киргизская ССР.

### Образование
- В 1990 году окончил Киргизский национальный университет имени Жусупа Баласагына. Специальность — преподаватель истории и обществоведения.
- В 1993 году окончил аспирантуру КГНУ по специальности «История».

### Трудовая деятельность
- 1982—1983 — Ала-Букинская средняя школа, пионервожатый;
- 1983—1984 — КГНУ, студент;
- 1984—1986 — Служба в рядах Советской армии;
- 1986—1990 — КГНУ, студент;
- 1990—1992 — КГНУ, преподаватель;
- 1992—1993 — Министерство образования и науки, помощник министра;
- 1993—1994 — Центр стратегических исследований, старший референт;
- 1994—1997 — Фонд «Сорос-Кыргызстан», менеджер;
- 1997—1999 — Проект ПРООН «Устойчивое человеческое развитие», старший эксперт;
- 1999—2001 — Администрация Президента КР — пресс-служба, эксперт;
- 2001—2003 — Проект Всемирного банка «Институционная поддержка НССБ», специалист по связям с общественностью и СМИ;
- 2003—2008 — Администрация Президента КР, пресс-служба Президента КР, руководитель;
- 2008—2009 — Администрация Президента Киргизской Республики, заместитель Руководителя  Администрации;
- 2009—2010 — Администрация Президента Киргизской Республики, полномочный представитель Президента в Жогорку Кеңеше, руководитель службы по связям с Жогорку Кеңешем;
- 2010—2012 — Политическая партия «Республика», руководитель исполнительного комитета;
- 2013—2015 — Политическая партия «Бир бол», руководитель исполнительного комитета;
- 2015—2016 — Жогорку Кеңеш Киргизской Республики партия «Бир бол», советник лидера фракции
- 2016—2018 — председатель Государственной службы интеллектуальной собственности и инноваций при Правительстве Киргизской Республики;
- Апрель 2018 — август.2018 — Первый заместитель Руководителя Аппарата Президента Киргизской Республики.
- Август 2018 — октябрь 2020 — Руководитель Аппарата Президента Киргизской Республики.

### Награды
Государственный советник государственной службы 2 класса.

### Личная жизнь
Женат, отец троих детей.